# Maya Lin

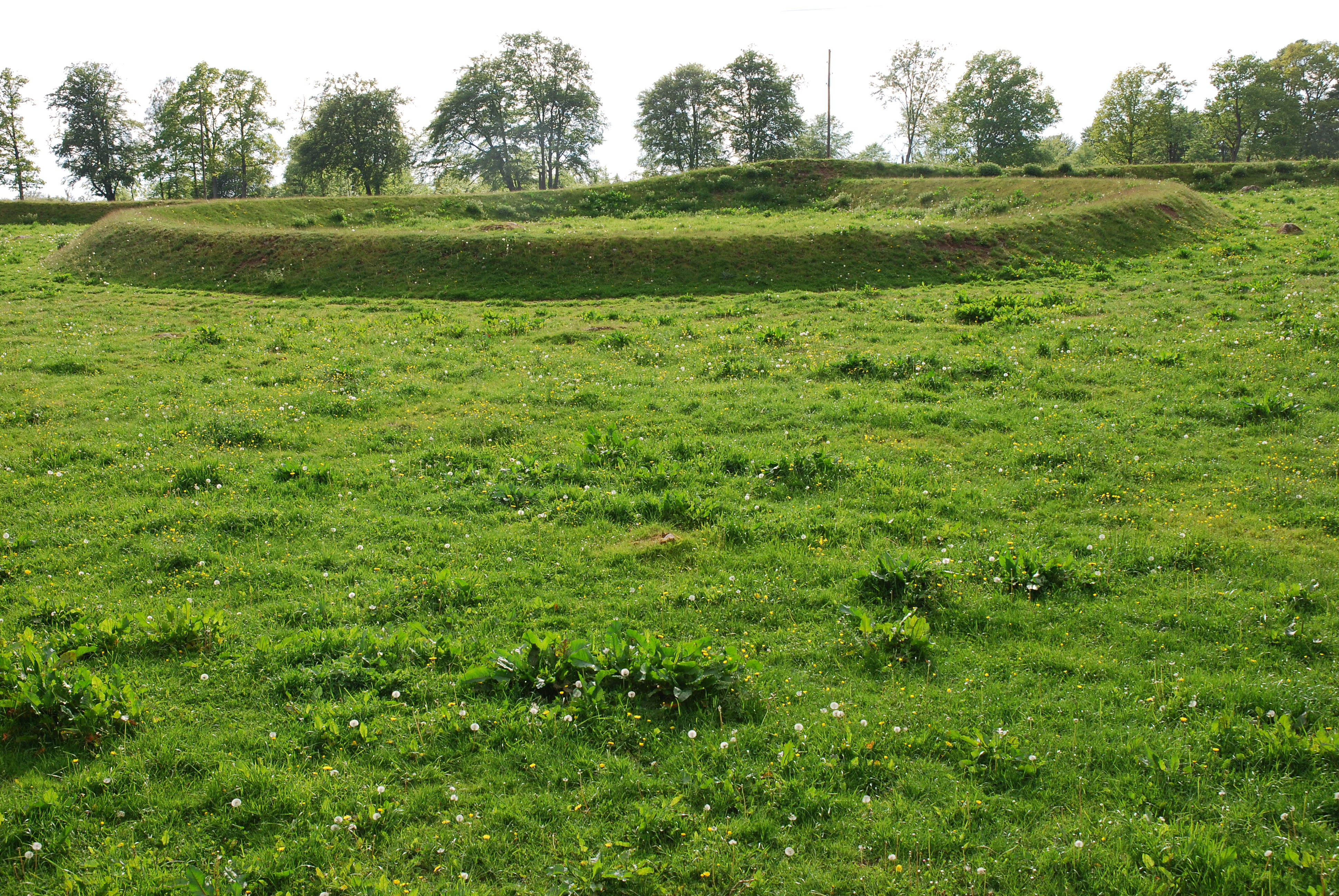
11 Minute Line i Wanås skulpturpark

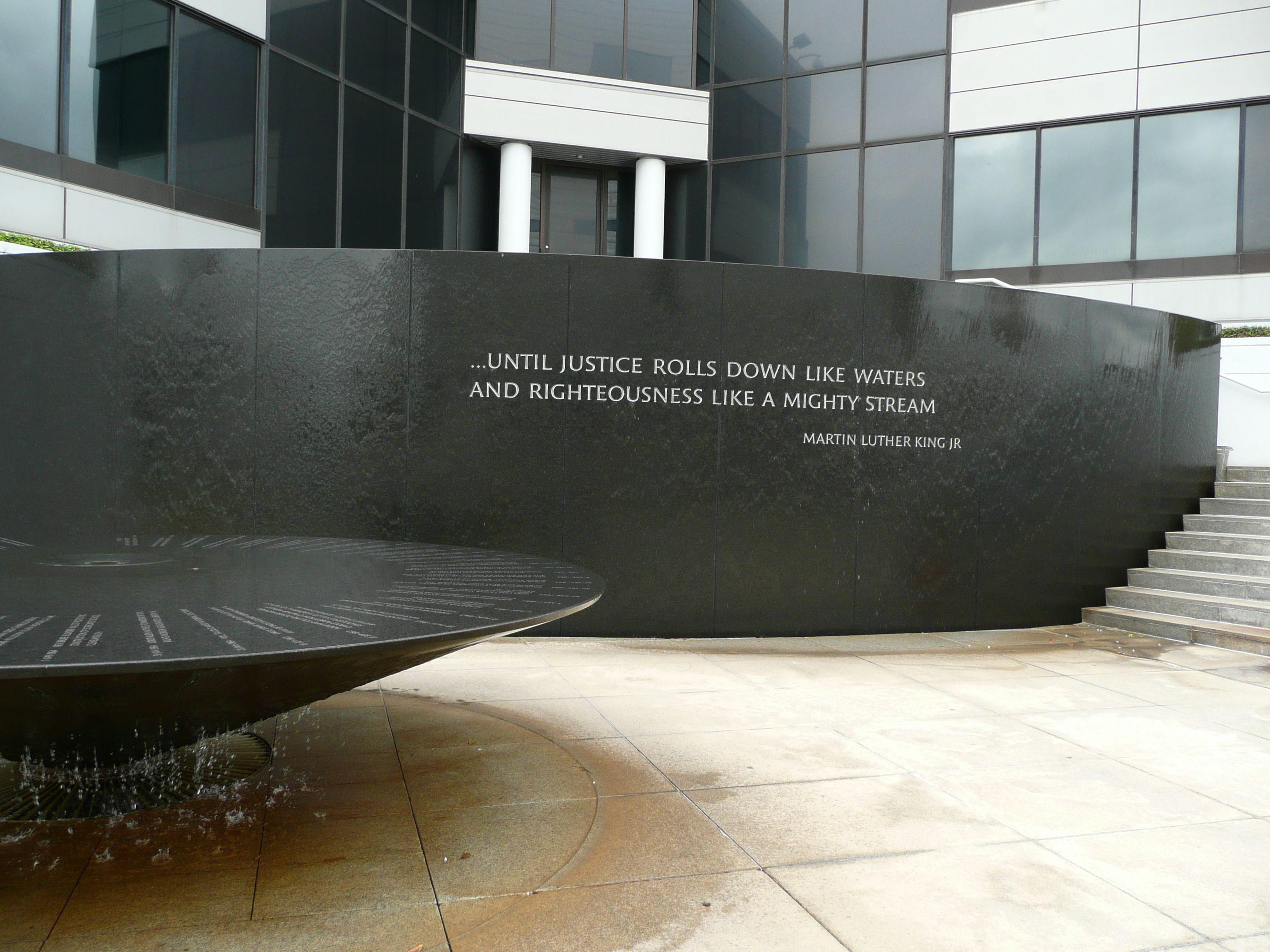
Civil Rights Memorial i Montgomery, Alabama

Maya Ying Lin (kinesiska 林瓔), född 5 oktober 1959 i Athens i Ohio i USA, är en amerikansk arkitekt, installationskonstnär och skulptör.

## Biografi
Maya Lins föräldrar, keramikern Henry Huan Lin och litteraturvetenskaparen Julia Ming Lin, utvandrade från Kina till USA 1958, ett år före Maya Lins födelse. Familjen kommer från Minhou i Fujian-provinsen. Maya Lin är brorsdotter till arkitekten Lin Huiyin och sondotter till den kinesiske politikern Lin Changmin (1876–1925).
Maya Lin studerade vid Yale University och tog en kandidatexamen 1981 och en magisterexamen i arkitektur 1986.
Genombrottet för Maya Lin kom redan när hon vid 21 års ålder vann en öppen tävling för att utforma ett minnesmärke över Vietnamveteraner i Washington D.C.. Detta ansågs då av många som kontroversiellt, men har med tiden vunnit allmänt erkännande. Maya Lins övriga skulpturer och monument påminner om hennes genombrottsverk. De utgör skulpturala volymer i beständiga material, vilka blir ett med det omkringliggande landskapet, inspirerade av japanska trädgårdar och indianska och samtida jordkonst.
| ”          | Jag såg inte Vietnam Veterans Memorial som ett objekt som placerats i marken utan som ett snitt genom marken som sedan polerats, som en kristall. Ett engagemang för naturen och hur vi förorenar Jordens luft och vatten är det som får mig att vilja resa tillbaka i geologisk tid - för att se Jorden formas innan människan kom. | „ |
| – Maya Lin | |   |

Hon fick 2003 Finn Juhlpriset, den första gången detta utdelades, 2009 den amerikanska National Medal of Arts och 2014 Dorothy och Lillian Gish-priset. Hon gifte sig 1996 med fotohandlaren David Wolf, har två barn och bor i New York.

## Offentiga verk i urval
- The Wave Field, jordkonst, 1995, University of Michigan, Ann Arbor, Michigan, USA
- Groundswell, 1993, Ohio State University, Ohio, USA
- Civil Rights Memorial, 1989, Montgomery, Alabama, USA
- Vietnam Veterans Memorial, 1982, National Mall, Washington D.C., USA
- Women's Table, 1990–93, Yale University, New Haven, Connecticut, USA
- 11 Minute Line, jordkonst, 2004, Wanås skulpturpark
- Above and Below, skulptur i färgade aluminiumrör, 2007, utanför Indianapolis Museum of Art i Indiana, USA
- Confluence Project, 2006-11, en serie installationer längs Columbiafloden i Oregon och Washington i USA
- What is Missing?, 2009 och framåt, webbprojekt
- A Fold in the Field jordkonst på tre hektar, 2013, Alan Gibbs skulpturpark norr om Auckland i Nya Zeeland